# Martín de Loayza
Martín de Loayza (también registrado como Loaiza) fue un pintor y dorador mestizo peruano cuya obra se encuentra catalogada hacia 1648 en el Cusco. 
Trabajó la técnica del claroscuro. Entre sus discípulos figuraban Pedro Pizarro, Juan Beltrán y José Barrientos. 
Se presume de su autoría una Adoración de los pastores, fechada hacia 1663, encargada por los mercedarios y que hoy se encuentra en el convento de la Recoleta. Ese mismo año fue contratado, una vez más por los mercedarios para dorar y estofar el retablo de San Pedro Nolasco. Cabe mencionar que Martín de Loayza fue uno de los pintores que participó en la serie de San Francisco, para el convento limeño del mismo nombre.
De Loayza es un representante de la Escuela cuzqueña de pintura. En el año 1648 ya era maestro y recibía aprendices en su taller, entre ellos a Pedro Pizarro. El 26 de mayo de 1663 se comprometió a dorar y encarnar las figuras del retablo de San Pedro Nolasco en la Iglesia de La Merced del Cusco; por la pintura se le darían 1100 pesos, según se registra en los Archivos Históricos del Cusco. Entre sus obras figuran La Adoración de los Pastores, esta pintura se encuentra en la Iglesia de la Recoleta del Cusco, El Martirio de San Esteban y La Conversión de San Pablo, en la Iglesia de La Merced, de la misma ciudad, 1663.
Otros lienzos de su autoría son:
- Conversión de San Eustaquio
- Conversión de San Pablo
- Martirio de San Serapio
- Martirio de San Andrés
- Martirio de San Esteban
- Martirio de San Lorenzo